# Pierre Hourcastremé
 (décembre 2018).

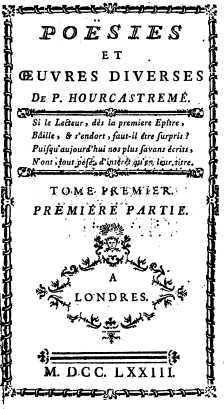

Pierre Hourcastremé (Navarrenx, 1742 - Cany-Barville, 1815) est un écrivain français d'origine béarnaise de langue d'oc (béarnais) et française.
En béarnais il est notamment l'adaptateur de fables esopiennes telles que La Cigale et la Fourmi (La Cigale et l'arroumigue dans sa version originale, La cigala e l'ahromiga selon la norme classique) ou Le Corbeau et le Renard (Lou Courbach et lou Renard, Lo Corbaish e lo Renard, selon la norme classique).

## La Cigala e l'ahromiga
| Béarnais (graphie de l'édition Vignancour) | Béarnais (norme classique) | Français |
| --- | --- | --- |
| La Cigale de l'Arroumigue Sus l'û deü arbes de la Plante, Ue Cigale fainèante, Duran l'Estiü, dab sa cansou, Eschourdabe tout lou cantou. Penden aquet tems l'Arroumigue, Plus saye et deü tribail amigue, Dab lous pès, las dentes et lous dits, Aban que lou maü-tems arribe, Hasè soun osque, coum oun dits, Et s'amassabe dé qué bibe : Saben plà que tout ço que biü, Qué minye l'hyber coum l'estiü. Ataü nou résoune û auyami, Tabé, l'insten d'après, la hami, Coum lou tems drîn s'ère enredit, Que la hé dscende en taü nid. Qu'ey troubat ?... bet nou-arré : doulente, Et coum credet, âle penente, Pren soun partit, sort, et déyà Truque aü loutgis de l'arroumigue : | La Cigala de l'Ahromigue Sus l'un deu arbes de la Planta, Ua Cigala faineanta, Durant l'Estiu, dab sa canson, Eishordava tot lo canton. Pendent aqueth temps l'Ahromiga, Plus sage e deu tribalh amiga, Dab los pès, las dents e los dits, Aban que lo mau-temps arribe, Hasè son òsca, com om dits, E s'amassava de que víver : Sabent plan que tot çò que viu, Que minja l'ivern com l'estiu. Atau non resona un aujami, Tanben, l'instant d'après, la hami, Com lo temps drin s'èra enhredit, Que la he decénder en tau nid. Que i trobà ?... beth non-arren : dolenta, E com credetz, ala penenta, Pren son partit, sòrt, e dejà Truca au lotgís de l'ahromiga : | La Cigale et la Fourmi Sur l'un des arbres de la Plante, Une Cigale fainéante, Durant l'Été, avec sa chanson, Assourdissait toute la contrée. Pendant ce temps la Fourmi, Plus sage et du travail amie, Avec les pieds, les dents et les doigts, Avant que le mauvais temps n'arrive, Faisait ses emplettes, comme on dit, Et réunissait de quoi vivre : Sachant bien que ce qui vit, Mange l'hiver comme l'été. Ce n'est pas ainsi que raisonne une bête, Aussi, l'instant d'après, la faim, Comme le temps un peu s'était refroidi, La fit descendre d'un tel nid. Qu'y trouva-t-elle ? Un beau rien du tout : malheureuse, Et comme vous pouvez le penser, l'aile pendante, Elle prend son parti, sort, et déjà Frappe au logis de la fourmi : |

## Œuvres

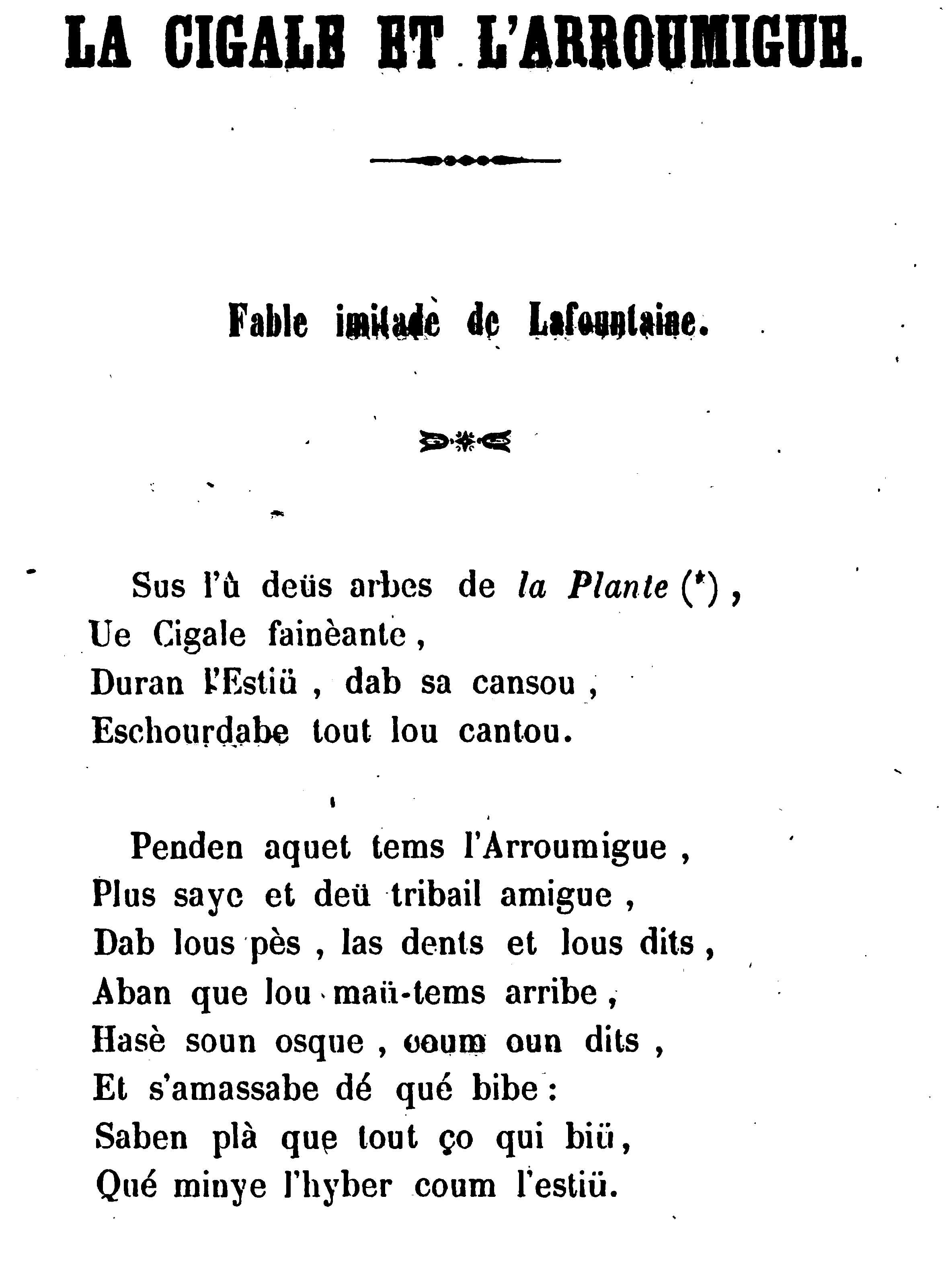
Dans l'édition Émile Vignancour

- Poésies et œuvres diverses. Londres : 1773.
- Poésies béarnaise. Vignancour : Pau, 1860 (inclus La Cigale et l'Arroumigue page 122)Disponible sur google book.
- Essais d'un apprenti philosophe sur quelques anciens problèmes de Physique, Paris, 1804 Bibliothèque du Land de Bavière
- Les aventures de Messire Anselme, Chevalier des Loix, Paris 1792.